# Numan Menemencioğlu
Hüseyin Nuğman Kemal Menemencioğlu, né en 1891 à Bagdad (Empire ottoman) et mort le 15 février 1958 à Ankara (Turquie), est un homme politique et diplomate turc. Membre du Parti républicain du peuple (CHP), il est ministre des Affaires étrangères entre 1942 et 1944 et ambassadeur de Turquie en France entre 1944 et 1957.

## Biographie
Incité par sa nièce Nevin Menemencioğlu (devenue attachée culturelle de l'ambassade), il est à l'origine de l'installation de l'ambassade de Turquie en France à l'hôtel de Lamballe, dans le 16e arrondissement de Paris,.